# 埃丽卡·胡克
埃丽卡·胡克（英語：Erica Hooker，1953年12月15日—），澳大利亚女子田径运动员。她曾代表澳大利亚参加1974年和1978年英联邦运动会田径比赛，其中1978年英联邦运动会获得一枚银牌。